# Discografia de Caroline Polachek
A discografia da cantora-compositora e produtora estadunidense Caroline Polachek consiste em quatro álbuns de estúdio, um álbum de remixes, um álbum instrumental, dois extended plays, 13 singles e sete singles promocionais. Polachek anteriormente publicou sua música sob os nomes Ramona Lisa e CEP, antes de lançar seu álbum de estreia sob seu nome real em 2019. Ela também lançou três álbuns como parte da banda Chairlift, de 2008 a 2016.

## Álbuns

### Álbuns de estúdio
| Título | Melhor posição nas tabelas musicais | Melhor posição nas tabelas musicais | Melhor posição nas tabelas musicais | Melhor posição nas tabelas musicais |
| Título | EUA Heat                            | EUA Indie                           | RU Indie                            | RU DL                               |
| --- | ----------------------------------- | ----------------------------------- | ----------------------------------- | ----------------------------------- |
| Arcadia (creditada como Ramona Lisa) - Lançamento: 15 de abril de 2014 - Gravadora: Terrible Records - Formatos: CD, LP, download digital, streaming                    | —                                   | —                                   | —                                   | —                                   |
| Drawing the Target Around the Arrow (creditada como CEP) - Lançamento: 27 de janeiro de 2017 - Gravadora: Pannonica - Formatos: download digital, streaming             | —                                   | —                                   | —                                   | —                                   |
| Pang - Lançamento: 18 de outubro de 2019 - Gravadoras: Perpetual Novice, The Orchard, Sony - Formatos: CD, LP, download digital, streaming                              | 17                                  | 40                                  | 4                                   | —                                   |
| Desire, I Want to Turn Into You - Lançamento: 14 de fevereiro de 2023 - Gravadoras: Perpetual Novice, The Orchard, Sony - Formatos: CD, LP, download digital, streaming | 22                                  | —                                   | —                                   | 26                                  |
| "—" denota um lançamento que não entrou na respectiva tabela. |                                     |                                     |                                     |                                     |

### Álbuns instrumentais
| Título              | Detalhes                                                                  |
| ------------------- | ------------------------------------------------------------------------- |
| Pang (Instrumental) | - Lançamento: 11 de abril de 2020 - Formatos: download digital, streaming |

### Álbuns deremixes
| Título                                 | Detalhes |
| -------------------------------------- | --- |
| Standing at the Gate: Remix Collection | - Lançamento: 16 de abril de 2021 - Gravadora: Perpetual Novice - Formatos: LP, download digital, streaming |

## EPs
| Título                                      | Detalhes                                                                                                  |
| ------------------------------------------- | --- |
| Dominic (creditada como Ramona Lisa)        | - Lançamento: 4 de novembro de 2014 - Gravadora: Terrible Records - Formatos: download digital, streaming |
| Piano Versions (creditada como Ramona Lisa) | - Lançamento: 9 de março de 2015 - Gravadora: Terrible Records - Formatos: download digital, streaming    |

## Singles

### Como artista principal
| Título                                                                                 | Ano  | Melhor posição nas tabelas musicais | Melhor posição nas tabelas musicais | Álbum                                  |
| Título                                                                                 | Ano  | EUA Rock                            | RU Vendas                           | Álbum                                  |
| -------------------------------------------------------------------------------------- | ---- | ----------------------------------- | ----------------------------------- | -------------------------------------- |
| "Arcadia"                                                                              | 2014 | —                                   | —                                   | Arcadia                                |
| "Backwards and Upwards"                                                                | 2014 | —                                   | —                                   | Arcadia                                |
| "Dominic"                                                                              | 2014 | —                                   | —                                   | Arcadia                                |
| "Door"                                                                                 | 2019 | —                                   | —                                   | Pang                                   |
| "Ocean of Tears"                                                                       | 2019 | —                                   | —                                   | Pang                                   |
| "Parachute"                                                                            | 2019 | —                                   | —                                   | Pang                                   |
| "So Hot You're Hurting My Feelings"                                                    | 2019 | 27                                  | —                                   | Pang                                   |
| "Look at Me Now"                                                                       | 2019 | —                                   | —                                   | Pang                                   |
| "Breathless"                                                                           | 2020 | —                                   | —                                   | Standing at the Gate: Remix Collection |
| "Bunny is a Rider"                                                                     | 2021 | —                                   | —                                   | Desire, I Want to Turn Into You        |
| "Billions"                                                                             | 2022 | —                                   | 37                                  | Desire, I Want to Turn Into You        |
| "Last Days: Non Voglio Mai Vedere Il Sole Tramontare" (com 12 Ensemble & Oliver Leith) | 2022 | —                                   | —                                   | —                                      |
| "Sunset"                                                                               | 2022 | —                                   | —                                   | Desire, I Want to Turn Into You        |
| "Welcome to My Island"                                                                 | 2022 | —                                   | —                                   | Desire, I Want to Turn Into You        |
| "Blood and Butter"                                                                     | 2023 | —                                   | —                                   | Desire, I Want to Turn Into You        |
| "—" denota um lançamento que não entrou na respectiva tabela.                          |      |                                     |                                     |                                        |

### Singlespromocionais
| Título                                                        | Ano  | Álbum                                  |
| ------------------------------------------------------------- | ---- | -------------------------------------- |
| "So Hot You're Hurting My Feelings" (A. G. Cook Remix)        | 2019 | Standing at the Gate: Remix Collection |
| "The Gate" (Extended Mix)                                     | 2020 | Standing at the Gate: Remix Collection |
| "Ocean of Tears" (Umru Remix)                                 | 2020 | —                                      |
| "Hey Big Eyes" (George Clanton Remix)                         | 2020 | Standing at the Gate: Remix Collection |
| "Hit Me Where It Hurts" (Toro y Moi Remix) (com Chino Moreno) | 2020 | Standing at the Gate: Remix Collection |
| "Door" (Oklou Remix)                                          | 2020 | Standing at the Gate: Remix Collection |
| "Some Small Hope" (com Lauren Auder)                          | 2020 | —                                      |
| "Welcome to My Island" (George Daniel & Charli XCX Remix)     | 2023 | —                                      |
| "Welcome to My Island" (PVA Remix)                            | 2023 | —                                      |

### Como artista convidada
| Título                                                                       | Ano  | Melhor posição nas tabelas musicais | Melhor posição nas tabelas musicais | Melhor posição nas tabelas musicais | Melhor posição nas tabelas musicais | Álbum         |
| Título                                                                       | Ano  | EUA Dance                           | EUA World Dig.                      | IRL                                 | NZL Hot                             | Álbum         |
| ---------------------------------------------------------------------------- | ---- | ----------------------------------- | ----------------------------------- | ----------------------------------- | ----------------------------------- | ------------- |
| "Ashes of Love" (Danny L Harle part. Caroline Polachek)                      | 2016 | —                                   | —                                   | —                                   | —                                   | —             |
| "Marzipan" (Felicita part. Caroline Polachek)                                | 2018 | —                                   | —                                   | —                                   | —                                   | Hej!          |
| "La vita nuova" (Christine and the Queens part. Caroline Polachek)           | 2020 | —                                   | 20                                  | —                                   | —                                   | La vita nuova |
| "New Shapes" (Charli XCX part. Christine and the Queens e Caroline Polachek) | 2021 | —                                   | —                                   | 90                                  | 36                                  | Crash         |
| "Awful Things" (Murkage Dave part. Caroline Polachek)                        | 2021 | —                                   | —                                   | —                                   | —                                   | ASA           |
| "Sirens" (Flume part. Caroline Polachek)                                     | 2022 | 24                                  | —                                   | —                                   | 27                                  | Palaces       |
| "—" denota um lançamento que não entrou na respectiva tabela.                |      |                                     |                                     |                                     |                                     |               |

## Aparições especiais
| Título                               | Ano  | Artista(s)            | Álbum                                                         |
| ------------------------------------ | ---- | --------------------- | ------------------------------------------------------------- |
| "Big Bills"                          | 2009 | Flosstradamus         | —                                                             |
| "L'Homme"                            | 2009 | Boy Crisis            | Tulipomania                                                   |
| "I Know, I Hear"                     | 2010 | Holy Ghost!           | Static on the Wire EP                                         |
| "Sparrow Song"                       | 2010 | Acrylics              | Lives and Treasure EP                                         |
| "Trophy Queen"                       | 2010 | Guards                | Guards EP                                                     |
| "You and I"                          | 2011 | Washed Out            | Within and Without                                            |
| "Chamakay"                           | 2013 | Blood Orange          | Cupid Deluxe                                                  |
| "Chosen"                             | 2013 | Blood Orange          | Cupid Deluxe                                                  |
| "Unhold"                             | 2013 | Delorean              | Apar                                                          |
| "In the Crew of Tea Time"            | 2013 | Sébastien Tellier     | —                                                             |
| "Everything is Spoilt by Use"        | 2013 | Ice Choir             | Afar                                                          |
| "I.V. Aided Dreams"                  | 2013 | Jorge Elbrecht        | Gloss Comma 001                                               |
| "Full Mental Erase"                  | 2013 | Jorge Elbrecht        | Gloss Comma 001                                               |
| "Look Away"                          | 2014 | SBTRKT                | Wonder Where We Land                                          |
| "Togetherness"                       | 2017 | Fischerspooner        | SIR                                                           |
| "Tears"                              | 2017 | Charli XCX            | Pop 2                                                         |
| "Delicious"                          | 2017 | Charli XCX            | Pop 2                                                         |
| "Coughing Up Amber"                  | 2018 | Felicita              | Hej!                                                          |
| "Soft Power II"                      | 2018 | Felicita              | Hej!                                                          |
| "Elena Again"                        | 2018 | Felicita              | Hej!                                                          |
| "Mosaic Genetics"                    | 2018 | Felicita              | Hej!                                                          |
| "X-Ray"                              | 2018 | Tommy Cash            | ¥€$                                                           |
| "Do You Think About Us?"             | 2018 | The Night Game        | The Night Game                                                |
| "Chandelier"                         | 2020 | A. G. Cook            | 7G                                                            |
| "Idyll"                              | 2020 | A. G. Cook            | 7G                                                            |
| "Alright"                            | 2020 | A. G. Cook            | 7G                                                            |
| "The Darkness"                       | 2020 | A. G. Cook            | Apple                                                         |
| "Lifeline"                           | 2020 | A. G. Cook            | Apple                                                         |
| "Long Road Home"                     | 2020 | Oneohtrix Point Never | Magic Oneohtrix Point Never                                   |
| "No Nightmares"                      | 2020 | Oneohtrix Point Never | Magic Oneohtrix Point Never                                   |
| "So Cold You're Hurting My Feelings" | 2020 | Nenhum                | Pop Caroler's Songbook                                        |
| "Ocean's Theme"                      | 2021 | Danny L Harle         | Harlecore                                                     |
| "For So Long"                        | 2021 | Danny L Harle         | Harlecore                                                     |
| "Heaven Fell (Reprise)"              | 2021 | Sega Bodega           | Salvador                                                      |
| "Spree" (creditada como CEP)         | 2022 | Nenhum                | Sunflowers Vol. I                                             |
| "Bang Bang"                          | 2022 | Nenhum                | Minions: The Rise of Gru (Original Motion Picture Soundtrack) |
| "Trust"                              | 2022 | Hyd                   | Clearing                                                      |
| "Glass"                              | 2022 | Hyd                   | Clearing                                                      |

## Remixes
| Título    | Ano  | Artista(s)      |
| --------- | ---- | --------------- |
| "Simmer"  | 2020 | Hayley Williams |
| "Oh Yeah" | 2021 | A. G. Cook      |

## Créditos de composição e produção
| Título                                   | Ano  | Artista(s)     | Álbum                           | Créditos                            | Escrito com                                                                            | Produzido com          |
| ---------------------------------------- | ---- | -------------- | ------------------------------- | ----------------------------------- | -------------------------------------------------------------------------------------- | ---------------------- |
| "No Angel"                               | 2013 | Beyoncé        | Beyoncé                         | Co-compositora/produtora            | Beyoncé Knowles-Carter, James Fauntleroy                                               | Beyoncé                |
| "SDP Interlude"                          | 2016 | Travis Scott   | Birds in the Trap Sing McKnight | Co-compositora                      | Jacques Webster, Cassie Ventura, Ricci Riera, Ernest Greene                            | —                      |
| "Worth It (Perfect)"                     | 2017 | Superfruit     | Future Friends                  | Co-compositora                      | Mitch Grassi, Danny L Harle, Scott Hoying, Jakob Bjorn-Hansen                          | —                      |
| "Deny U"                                 | 2017 | Superfruit     | Future Friends                  | Co-compositora                      | Mitch Grassi, Scott Hoying, Jussi Ilmari Karvinen                                      | —                      |
| "Keep My Coming"                         | 2017 | Superfruit     | Future Friends                  | Co-compositora                      | Mitch Grassi, Scott Hoying, Danny L Harle                                              | —                      |
| "Tangerine" (part. Rachel Goswell)       | 2017 | Beach Fossils  | Somersault                      | Co-compositora                      | Dustin Payseur, Jack Smith, Tommy Davidson                                             | —                      |
| "Togetherness" (part. Caroline Polachek) | 2017 | Fischerspooner | SIR                             | Artista participante/co-compositora | Warren Fischer, Casey Spooner, Jonathan Michael Stipe, Michael Cheever                 | —                      |
| "Our Music" (part. Kelela)               | 2017 | Solange        | #MYCALVINS                      | Co-compositora/produtora            | Solange Knowles, Devonté Hynes, Kelela Mizanekristos                                   | Blood Orange, Kindness |
| "Tears" (part. Caroline Polachek)        | 2017 | Charli XCX     | Pop 2                           | Artista participante/co-compositora | Charlotte Aitchison, Alex Cook                                                         | —                      |
| "Stranger Strange"                       | 2018 | Fischerspooner | SIR                             | Co-compositora                      | Warren Fischer, Casey Spooner, Jonathan Michael Stipe, Andy LeMaster                   | —                      |
| "Discreet"                               | 2018 | Fischerspooner | SIR                             | Co-compositora                      | Warren Fischer, Casey Spooner, Jonathan Michael Stipe, Michael Cheever, Thomas Haskett | —                      |
| "Marzipan" (part. Caroline Polachek)     | 2018 | Felicita       | Hej!                            | Artista participante/co-compositora | Dominik Dvorak                                                                         | —                      |
| "X-Ray"                                  | 2018 | Tommy Cash     | ¥€$                             | Vocais adicionais/Co-compositora    | Tomas Tammemets, Danny L Harle                                                         | —                      |
| "Idyll"                                  | 2020 | A. G. Cook     | 7G                              | Produtora adicional                 | —                                                                                      | A. G. Cook             |
| "No More Shubz"                          | 2020 | Klein          | —                               | Co-compositora/produtora            | Klein                                                                                  | Klein                  |
| "Ocean's Theme"                          | 2021 | Danny L Harle  | Harlecore                       | Vocais/co-compositora               | Danny L Harle                                                                          | —                      |
| "For So Long"                            | 2021 | Danny L Harle  | Harlecore                       | Vocais/co-compositora               | Danny L Harle                                                                          | —                      |
| "No Shadow"                              | 2021 | Hyd            | Hyd EP                          | Co-compositora                      | Hayden Dunham, Alexander Guy Cook, Nicolas Petitfrère                                  | —                      |
| "Skin 2 Skin"                            | 2021 | Hyd            | Hyd EP                          | Co-compositora/co-produtora         | Hayden Dunham, Alexander Guy Cook                                                      | A. G. Cook             |
| "Petals"                                 | 2021 | Pentatonix     | The Lucky Ones                  | Co-compositora                      | Scott Hoying, Mitch Grassi, Justin Karvinen                                            | —                      |
| "Trust"                                  | 2022 | Hyd            | Clearing                        | Vocais adicionais/co-compositora    | Hayden Dunham, Sophie Xeon, Alexander Guy Cook                                         | —                      |
| "Afar"                                   | 2022 | Hyd            | Clearing                        | Co-compositora/produtora            | Hayden Dunham                                                                          | —                      |

## Videoclipes
| Título                              | Ano  | Diretor(es)                                       |
| ----------------------------------- | ---- | ------------------------------------------------- |
| "Arcadia"                           | 2014 | Caroline Polachek & Ross Menuez                   |
| "Dominic"                           | 2014 | Caroline Polachek                                 |
| "I Love Our World"                  | 2015 | Caroline Polachek                                 |
| "Door"                              | 2019 | Caroline Polachek & Matt Copson                   |
| "Ocean of Tears"                    | 2019 | Caroline Polachek & Matt Copson                   |
| "So Hot You're Hurting My Feelings" | 2019 | Caroline Polachek & Matt Copson                   |
| "The Gate (Extended Mix)"           | 2020 | Ezra Miller                                       |
| "Bunny is a Rider"                  | 2021 | Caroline Polachek & Matt Copson                   |
| "New Shapes"                        | 2021 | Imogene Strauss, Luke Orlando & Terrence O'Connor |
| "Billions"                          | 2022 | Caroline Polachek & Matt Copson                   |
| "Sunset"                            | 2022 | Caroline Polachek & Matt Copson                   |
| "Welcome to My Island"              | 2022 | Caroline Polachek & Matt Copson                   |